# Leon Ilić
Leon Ilić (* 14. Juni 2001) ist ein österreichisch-bosnischer Fußballspieler.

## Karriere

### Verein
Ilić begann seine Karriere beim ASKÖ Neue Heimat. 2010 wechselte er zur Union St. Florian. 2014 kam er in die AKA Linz, wo er fortan sämtliche Altersstufen durchlief.
Ab der Saison 2018/19 sollte er zusätzlich für den FC Juniors OÖ in der 2. Liga zum Einsatz kommen. Sein Debüt in der zweithöchsten Spielklasse gab er im Juli 2018, als er am ersten Spieltag jener Saison gegen die Zweitmannschaft des FC Wacker Innsbruck in der 78. Minute für Nicolas Meister eingewechselt wurde.
Im August 2019 wurde er an den Ligakonkurrenten SK Vorwärts Steyr verliehen. Im Jänner 2020 wurde sein Vertrag bei Steyr ohne Einsatz wieder aufgelöst. Daraufhin wechselte er im Februar 2020 zum Regionalligisten FC Wels. Für Wels kam er zu zehn Einsätzen in der Regionalliga.
Zur Saison 2021/22 wechselte er zur fünftklassigen SU Bad Leonfelden.

### Nationalmannschaft
Im September 2018 debütierte Ilić in einem Testspiel gegen Rumänien für die österreichische U-18-Auswahl.